# 인본주의

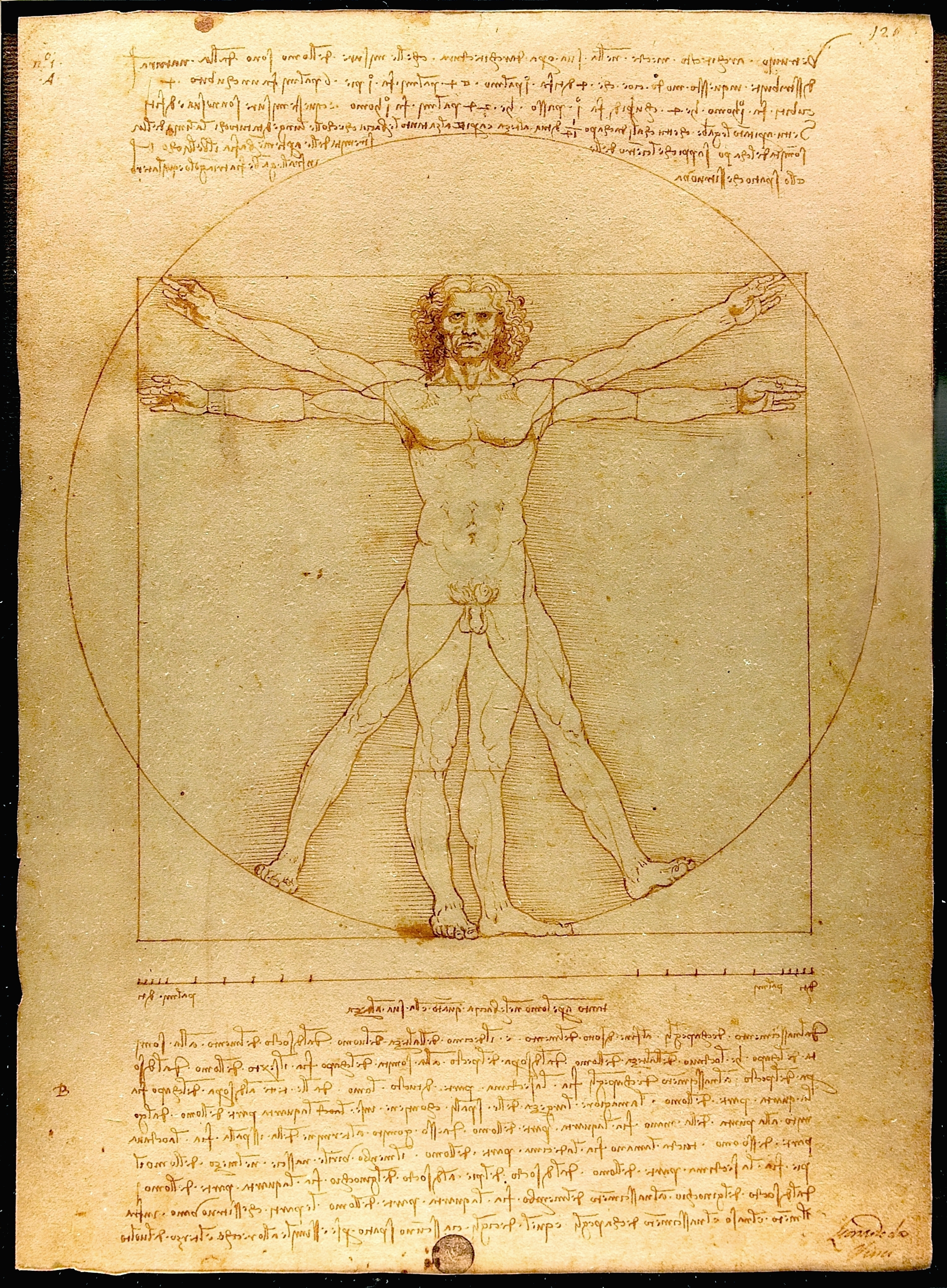

인본주의(人本主義, 영어: humanism 휴머니즘[*]) 또는 인문주의(人文主義)는 존재론적 존재로서, 철학 사유 체계의 근원으로서 인간의 존재를 중요시하고 인간의 능력과 성품 그리고 인간의 현재적 소망과 행복을 귀중하게 생각하는 정신이다. 인간 중심적 사고에 따른 인류 사회의 존엄, 가치를 중시한다. 신이 세상을 지배한다는 신본주의, 모든 사물에 정령이 깃들어 있다는 애니미즘 및 기타 샤머니즘, 피상적으로 관찰된 자연의 원리에 따라 살아야 한다는 자연환원주의에 반대한다. 인본주의에 근간한 정치 사상이자 사회 사상을 뜻하기도 한다. 인간주의, 휴머니즘이라고 일컬어지기도 한다. 인본주의를 중요하게 여기는 사람을 인본주의자(영어: humanist 휴머니스트[*])라고 한다.

## 동양사관
인본주의는 광범위하게는 철학의 한 분과인 윤리학에 해당한다. 합리성을 비롯한 보편하는 인간의 처지에 호소하여 시비를 판단할 능력에 그 바탕을 둔다. 대표할 정도로 전형이 될 만한 특징이 있는 예는 사상인 인내천에 기초하여 근대에 한반도에서 자생한 동학이 있고 프랑스 혁명도 이 사상을 기본 이념으로 한다.
중국 철학의 인본주의 요소는 위에 나온 서양 철학의 정의에서 벗어난다. 이것은 천 개념에서 나타난다. 천(天) 개념에는 여러 가지 파생이 있다. 특히 유교는 중국 전통 천 개념의 독특한 전용을 통해 역으로 인본주의 정신을 강조한다. 유교에 따르면, 세계의 이치는 천이라는 개념에 집약되어 있다. 그리고 옳음은 이치에 따르는 것, 곧 순천(順天)하는 것이다. 여기까지만 보면 하늘만 절대적인 옳음이므로 인간이 종속적인 존재라고 보기 쉽다. 그러나, 맹자의 사상을 보면 인간은 여전히 자율적인 존재이다. 맹자는 인간이 자연의 일원으로서 이치를 갖는데, 인간의 이치는 인간 윤리라고 말한다. 따라서 순천하여 자기 존재의 옳음을 다하기 위해 인간은 세계가 부여한 윤리의 씨앗인 사단을 따라야 한다. 사단은 목적의 면으로만 보자면 인간의 윤리적 자율과 실천을 강조하기 위한 개념이다. 사단을 함양하면 옳음을 좇으며, 궁극적으로 정치적 옳음(의, 義)을 위한 참여는 가장 크게 순천하는 수단이 된다. 맹자의 천은 헤브라이즘처럼 신비성을 좇거나 불합리함을 수용하지 않으며, 사람 사이의 일은 사람 사이에서만 해결할 뿐 신에 의존하지 않는다. 겉으로는 인간 밖의 대상인 하늘에 절대적인 옳음을 부여하여 의존하는 것 같지만, 사실은 절대성만 세계 전체라는 개념에 포함되어 있을 뿐 옳음을 실천하는 것은 인간의 몫이다. 인내천 사상도 이 측면에서 이해할 필요가 있다.

## 르네상스 역사
르네상스는 14세기에서 16세기에 서구 문명사에 나타난 문화상 운동으로서 학예 부활이라는 뜻이고 고대의 희랍 · 로마 문화를 생각 가능한 범위에서 가장 완전하다고 간주하여 이런 것을 부흥하게 하여 신문화를 창출하려고 민면(黽勉)한 활동으로서 그 범위는 생각 · 문학 · 미술 · 건축을 위시해 여러 방면에 걸쳤다. 제국 로마가 몰락하면서 중세가 시작된 5세기에서 르네상스기까지 본질을, 미개해서 문화 수준이 낮은 시대, 인간의 본성을 뭉개어 아주 없애 버린 시대로 확실하게 이해하고 고대를 부흥하게 하여 미개해서 문화 수준이 낮은 이 시대를 극복하려는 점이 다른 시대와 비교하여 특별히 눈에 띈다.
통설에 의거하면, 14세기 후반에서 15세기 전반에 걸쳐 이탈리아에서 시작된 르네상스는 즉 독일, 프랑스, 영국을 위시한 북유럽에 전파되어 각각 다른 것과 견주어 다른 점이 있는 문화를 형성하였고 근대 유럽 문화가 생기려는 기운이 발아하는 기초가 되었다. 이때 르네상스 외에도 예컨대 카롤링거 왕조의 르네상스, 오토 왕가의 르네상스, 12세기의 르네상스, 상업의 르네상스, 로마법의 르네상스를 위시해 문화 부흥 현상이 정로된 여타 시대를 대상으로 해서도 이 용어 르네상스를 사용한다. 이미 당대에 개념인 르네상스 형성은 실현되었다.
르네상스 생각의 기본 요소를 이미 설정하고 고대를 문화 발전이 최고조에 달한 시기로 간주하면서 중세를 인간의 창조성이 기독교에 기생한 사람들로 말미암아 철저히 무시된 암흑기라고 판단하여 고전 학문의 부흥을 이용해 문명을 다시 일으키고 사회를 개선할 수 있다고 프란체스코 페트라르카가 한 주장은 당시 인간을 중시하고 인간의 능력과 성품과 현재 소망과 행복을 소중히 간주하는 태도를 좇는 사람들이 흉중에 품은 거대한 소신이기도 했는데 이 사람들은 간단한 라틴 학문의 부흥에 그치지 않고 인간의 유식하고 창조하는 힘을 다시 일으키려는 신념에 차 있었다.
당시 레오나르도 브루니는 자기 시대의 학문의 부활을 있는 그대로 열거하여 서술했고 16세기에 조르조 바사리는 『이태리의 가장 뛰어난 화가, 조각가, 건축가의 생애』에서 고대 세계가 몰락하고서 쇠퇴한 미술이 지오토 디 본도네 덕분에 소생했다고 하여 rinascita를 쓴다. 프랑수아 마리 아루에는 14세기에서 15세기 이태리에 학예가 부활한 사실을 재지적했고 쥘 미슐레는 16세기 유럽을 문화상 신시대라고 하여 용어 르네상스를 최초 사용했으나 르네상스를 인간의 본성 해방과 인간의 재발견, 이치에 부합하는 사유와 생활 태도를 타개한 근대 문화의 선구라고 간주한 해석을 정초(定礎)한 야코프 크리스토프 부르크하르트는 1860년에 출간한 《이태리의 르네상스 문화》에서 시대로서 르네상스라는 판단 방식이 정착하여 오늘까지 하는 연구에 큰 영향을 끼치게 되었다. 야코프 크리스토프 부르크하르트는 르네상스와 중세를 완벽한 대립으로 파악하고 근세는 중세가 아닌 고대에서 시작했다고 주장했으며, 중세를 지극히 정체된 암흑기라고 가혹하게 비평했으나 이후에 한 여러 연구는 이것에 이의를 제기하기도 하여 르네상스의 맹아를 고대에서 구하지 말고 중세에서 찾아야 하고 르네상스를 근대의 특징이 될 만한 경향이나 성질이 있다는 판단은 오류라는 주장도 대두된다. 15세기의 르네상스는 종교 개혁가들에게 큰 영향을 주어서 교회를 개혁하는 종교 개혁가들의 신학을 형성하는데 원동력이 되었다.

## 박애주의·인도주의
박애주의는 인류가 서로 동등한 인간으로서 서로 도와야 한다는 정신이다. 흔히 자유, 평등과 함께 프랑스 혁명의 정신으로 언급된다. 종종 묵자의 겸애와 비견된다. 인간에 대한 기본적인 상호 부조는 국제적십자와 같은 운동으로 구현되어 인도주의를 표방하게 되었다.
인도주의는 인종·민족·국적·체제·종교를 가리지 않고 인간의 존엄을 인정해야 한다는 사상으로 서로 적대하는 국가나 단체라 할 지라도 인간의 기초적인 존엄을 인정하여야 하며 인도적 차원에서 위기에 처한 난민을 구제하여야 한다고 생각한다. 인도주의 운동 단체로는 1999년 노벨 평화상을 수상한 국경없는의사회와 같은 곳이 있다.

## 관련 사상
- 공산주의
- 세속주의
- 스토아주의
- 실존주의
- 유교
- 플라톤주의
- 무신론

## 인본주의자
- 공자
- 소크라테스
- 맹자
- 플라톤
- 주희
- 에라스무스
- 로렌초 발라
- 기욤 부데
- 조르다노 브루노
- 바뤼흐 스피노자
- 프리드리히 헤겔
- 장 조레스
- 칼 마르크스

## 같이 보기
- 실존주의
- 현상학
- 유물론